# Horia-Nicolai Teodorescu
Horia-Nicolai Teodorescu (n. 14 noiembrie 1951, Iași) este un inginer român, profesor universitar, membru titular al Academiei Române (2017).
Senior member, IEEE.
Discipline predate (recent):
Programare avansată, Sisteme inteligente, Sisteme bazate pe cunoștințe și sisteme expert, Electronică Medicală, Procesarea imaginilor și a semnalului vocal, Sisteme fuzzy și neuro-fuzzy, Teoria limbajelor formale și a automatelor, Structuri discrete, Teoria algoritmilor
Domenii de cercetare:
Tehnologia vorbirii, sisteme inteligente, I.A., sisteme bazate pe cunoștințe, sisteme fuzzy, teoria rezilienței, matematică aplicată, sisteme cu dinamică neliniară (sisteme haotice), inginerie electronica medicală, senzori inteligenți 
Conducere doctorat:
Universitatea Tehnică Iași
Academia Română - Inst. Informatică Teoretică: Director Onorific

## Domenii de interes
Inteligență artificială, Inginerie bio-medicală, Teoria sistemelor complexe
sub-domenii sau teme de cercetare:
Sisteme și rețele de sisteme neuro-fuzzy
A-Life
KD
Sisteme VR
Sisteme AI și sisteme informatice pentru medicină

## Opera
Lucrări publicate:
1. peste 15 volume
2. cca 300 de lucrări
3. peste 20 brevete de invenție naționale și internaționale